# Jindřichův Hradec
Jindřichův Hradec (německy Neuhaus) je město v Jihočeském kraji, 43 km severovýchodně od Českých Budějovic na řece Nežárce. Žije zde přibližně 21 tisíc obyvatel. V těsné blízkosti historického jádra Jindřichova Hradce, které je městskou památkovou rezervací, se nachází rybník Vajgar o rozloze 49 ha.

## Historie

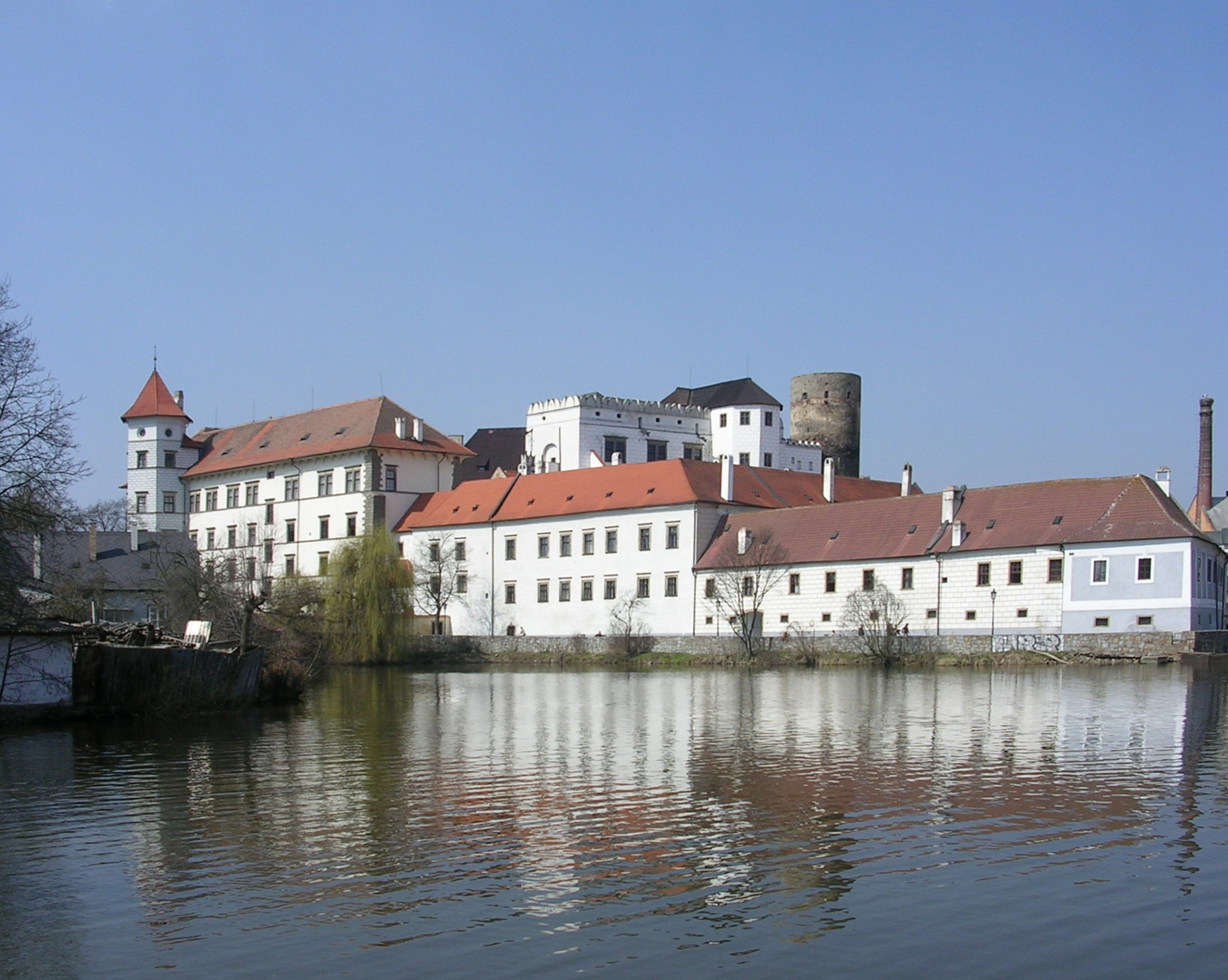
Jindřichův Hradec, zámek

Za první opevněné sídlo na území Jindřichova Hradce lze považovat pohraniční přemyslovské hradiště z 9. až 10. století. Na konci 12. století okolní region získal do sféry vlivu mocný rod Vítkovců, z nějž se po smrti Vítka I. z Prčice oddělili páni z Hradce, kteří vlastnili zdejší panství až do roku 1604, kdy vymřeli po meči.
Kolem roku 1220 nechal první pán z Hradce, Jindřich, syn Vítka I. z Prčice, vystavět na základech starého slovanského hradiště nový gotický hrad, který nazval Nový hrad, nebo Nový dům – odtud latinský název Nova Domus a dodnes používané německé označení Neuhaus. Jméno hradu se brzy přeneslo i na vznikající tržní osadu v podhradí. Díky své strategické poloze mezi Prahou a Vídní zaznamenala tato osada v brzké době nebývalý vzestup. Roku 1255 byl v souvislosti s ní zmiňován panský rychtář, zajišťující chod městečka a dohlížející na provoz tržiště.
Přelomovým rokem se stal rok 1293, kdy byl Jindřichův Hradec poprvé zmíněn jako město. V této době již měl Hradec s největší pravděpodobností dobudováno opevnění a v následujících desetiletích se pokračovalo s plánovitou výstavbou převážně kamenných měšťanských domů. V první třetině 14. století přišli do města minorité, kteří založili kostel sv. Jana Křtitele a následně přilehlý klášter. Po polovině 14. století se stavební ruch zaměřil na budování farního kostela Nanebevzetí Panny Marie.
Ve 14. století rovněž posílil vliv obchodníků a řemeslníků, hlavně pak soukeníků. Právě soukenictví se na několik staletí stalo klíčovým odvětvím. Jindřichohradečtí soukeníci vyváželi své zboží nejen do ostatních měst v Čechách, ale i daleko do zahraničí. Druhým důležitým odvětvím bylo pivovarnictví, jehož počátky sahají rovněž do 14. století. Zdejší panský pivovar se stal v 16. století největším pivovarem v jižních Čechách, definitivně byl zrušen roku 1967.
Rozkvět města plynule pokračoval v 15. století a vrcholu dosáhl v 16. století, v době vlády Jindřicha IV. z Hradce a jeho syna Adama. Ke gotickým stavbám se přidávaly stavby renesanční, hlavně díky přítomnosti mnoha italských stavitelů a řemeslníků, přestavujících hrad na moderní zámek. Tito architekti a kameníci pracovali i pro mnohé bohatší měšťany a tak vzniklo na rynku mnoho velmi výstavných domů s podloubími. Jindřichův Hradec se v této době dostal do desítky největších měst v Čechách, z poddanských měst byl největší. Zlatý věk města končí rokem 1604, kdy vymřeli páni z Hradce, a panství převzal Vilém Slavata z Chlumu a Košumberka. Vypuknuvší třicetiletá válka byla počátkem úpadku Jindřichova Hradce, byť byl v té době dokonce druhým největším městem celého Království Českého. Koncem 17. století převzali panství Černínové z Chudenic a vlastnili je až do roku 1945.
18. století znamenalo pro město útlum, třebaže z této doby pochází jedna z dominant – sloup Nejsvětější Trojice. Roku 1773 zasáhl Jindřichův Hradec ničivý požár a v roce 1801 další, ještě katastrofálnější. Vyhořelo přes 300 domů a několik desítek lidí uhořelo. Jindřichův Hradec získal po požáru nový klasicistní vzhled. V první polovině 19. století se stalo město centrem národního obrození. Následná krize soukenictví a nerealizovaná stavba železniční tratě z Prahy do Vídně zpomalily rozvoj města. V době starostování V. Naxery (1882–1908) se stalo město živým kulturním centrem. V této době byla konečně přivedena do Hradce trať (1887). V témže roce došlo na přestavbu bývalého vodního mlýna na Křižíkovu elektrárnu a město dostalo, jako druhé v Čechách, provizorní elektrické osvětlení. Dne 1. dubna následujícího roku se rozsvítilo elektrické světlo ve městě natrvalo. Jindřichův Hradec byl prvním městem v Rakousko-Uhersku, kde bylo zavedeno elektrické osvětlení i do soukromých domů.
Jindřichův Hradec je také pravděpodobným rodištěm Adama Michny z Otradovic (1600). V letech 1831–1835 pobýval v místním pivovaru Bedřich Smetana, jenž zde utrpěl vážný úraz, který zapříčinil jeho pozdější hluchotu.
Od roku 1860 byl ve městě umístěn 75. pěší pluk rakouské, posléze pak rakousko-uherské armády, po vzniku Československé armády pak včleněný do Pěšího pluku 29. Koncem 30. let 20. století byl ve městě dislokován prapor Stráže obrany státu pod velením majora Jaroslava Černíka. Tento prapor měl ke dni 24. září 1938 1059 mužů.
K 1. listopadu 1940 vláda Protektorátu Čechy a Morava svým nařízením č. 388/1940 „o některých změnách obvodů zemských úřadů v Praze a v Brně“ připojila Jindřichův Hradec s okolím k zemi Moravskoslezské a učinila tak na více než na čtyři a půl roku toto město nejzápadnější obcí této země. Po osvobození Československa roku 1945 se Jindřichův Hradec vrátil zpět do Čech.

## Přírodní poměry
- Vodní toky: řeka Nežárka a Hamerský potok
- Rekreační rybník Vajgar: 49 ha

Na jihovýchodním okraji města se nachází přírodní památka Pískovna na cvičišti.
Do území města zasahuje v katastrálním území Dolní Radouň přírodní památka a evropsky významná lokalita Rybníky u Lovětína.

## Obyvatelstvo

### Počet obyvatel
Ač bylo blízké okolí města až do poloviny 20. století z většiny osídleno Němci, a ač byli páni z Hradce velmi proněmecky orientováni, mělo české obyvatelstvo města vždy drtivou většinu. V 16. století se počet obyvatel pohyboval mezi čtyřmi a pěti tisíci. Z roku 1828 máme první přesný údaj – 4 562 osob. V následujících desetiletích počet obyvatel poměrně prudce stoupal: 6 986 v roce 1848, 8 706 v roce 1886 a 9 285 v roce 1900.
Podle sčítání 1921 zde žilo v 816 domech 9 590 obyvatel, z nichž bylo 4 688 žen. 9 067 obyvatel se hlásilo k československé národnosti, 239 k německé a 40 k židovské. Žilo zde 7 595 římských katolíků, 396 evangelíků, 97 příslušníků Církve československé husitské a 247 židů. Podle sčítání 1930 zde žilo v 1 155 domech 10 467 obyvatel. 9 792 obyvatel se hlásilo k československé národnosti a 551 k německé. Žilo zde 8 237 římských katolíků, 559 evangelíků, 614 příslušníků Církve československé husitské a 234 židů.
V první polovině 20. století se počet obyvatel příliš neměnil, a to ani po vysídlení Němců po 2. světové válce, což ovšem neplatí pro původně německá města a obce v okolí. Nárůst počtu obyvatel opět pokračoval od 60. let v souvislosti se založením velkých továren.
| Rok            | 1869   | 1880   | 1890   | 1900   | 1910   | 1921   | 1930   | 1950   | 1961   | 1970   | 1980   | 1991   | 2001   | 2011   | 2022   | 2025   |
| Počet obyvatel | 12 294 | 12 314 | 12 032 | 12 836 | 13 602 | 12 788 | 13 591 | 12 080 | 12 621 | 14 675 | 19 923 | 21 822 | 22 695 | 22 062 | 20 774 | 20 540 |

### Struktura populace

Věková struktura obyvatel obce Jindřichův Hradec roku 2011
Rodinný stav obyvatel obce Jindřichův Hradec roku 2011
Vzdělání obyvatel obce Jindřichův Hradec roku 2011

## Obecní správa
Jindřichův Hradec byl dříve okresním městem, v současnosti je obcí s rozšířenou působností a pověřeným obecním úřadem. Okres Jindřichův Hradec ale stále existuje a skládá se ze 106 obcí, správní obvod obce s rozšířenou působností z 58 obcí. Sousedními obcemi sídla jsou Velký Ratmírov, Dolní Žďár, Vydří, Jarošov nad Nežárkou, Hospříz, Dolní Pěna, Polště, Horní Skrýchov, Kardašova Řečice, Horní Pěna, Lodhéřov, Rodvínov, Ratiboř, Roseč a Kostelní Radouň.

### Členění města

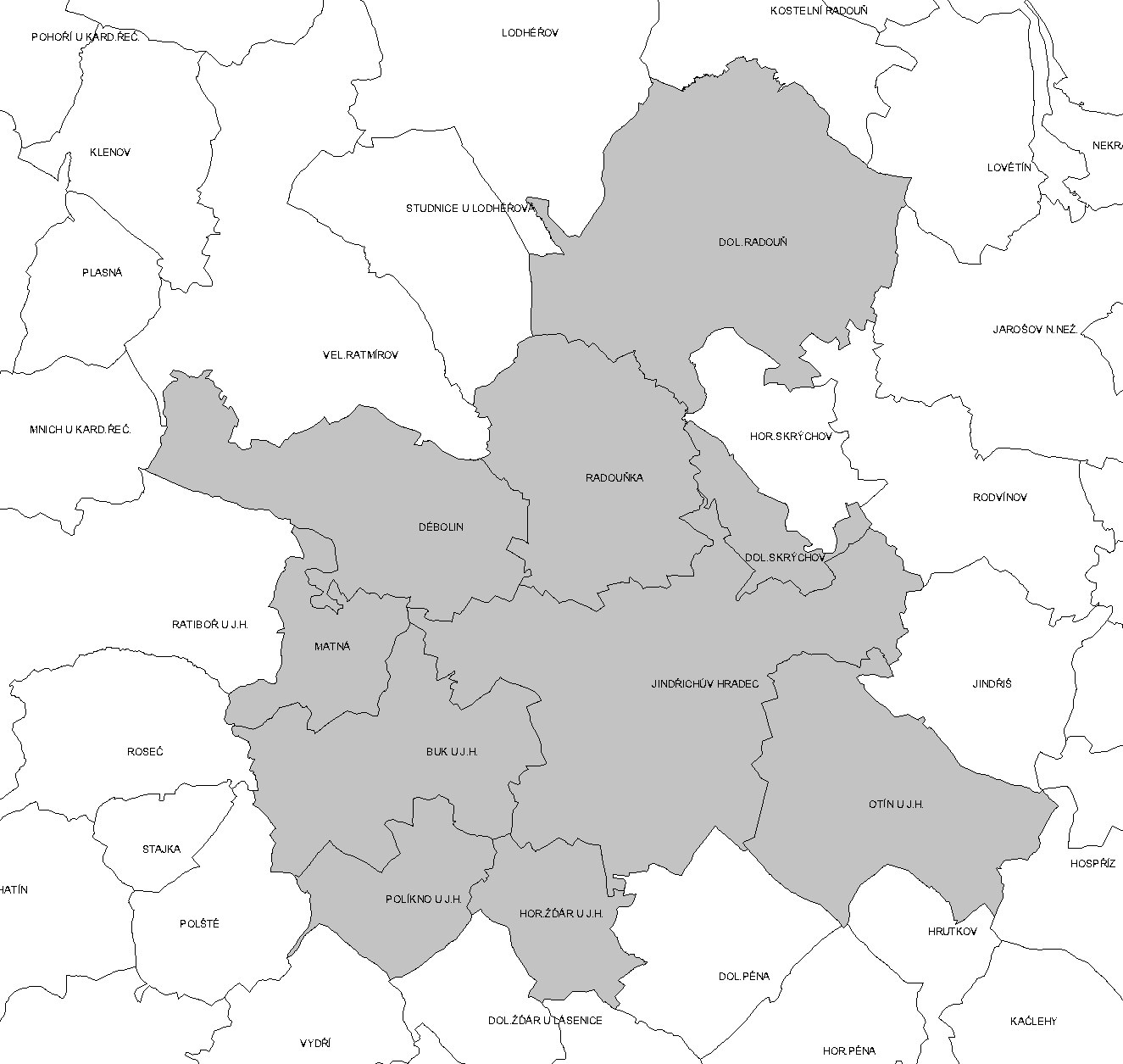
Katastrální členění Jindřichova Hradce

Město Jindřichův Hradec se skládá z 10 katastrálních území, na kterých leží 14 místních částí:
- Buk u Jindřichova Hradce – část Buk
- Děbolín – část Děbolín
- Dolní Radouň – část Dolní Radouň
- Dolní Skrýchov – část Dolní Skrýchov
- Horní Žďár u Jindřichova Hradce – část Horní Žďár
- Jindřichův Hradec – části:
  - Jindřichův Hradec I – Jindřichův Hradec (část)
  - Jindřichův Hradec II – Jindřichův Hradec (část), Jindřichův Hradec-Pražské Předměstí (část)
  - Jindřichův Hradec III – Jindřichův Hradec (část), Jindřichův Hradec-Rybnické Předměstí (část)
  - Jindřichův Hradec IV – Jindřichův Hradec (část), Jindřichův Hradec-Nežárecké Předměstí, Jindřichův Hradec-Pražské Předměstí (část)
  - Jindřichův Hradec V – Jindřichův Hradec-Rybnické Předměstí (část)
- Matná – část Matná
- Otín u Jindřichova Hradce – část Otín
- Políkno u Jindřichova Hradce – část Políkno
- Radouňka – část Radouňka

Součástí města byla dříve i dnes samostatná obec Velký Ratmírov.

## Doprava
Město stojí na křižovatce silnic I/23 a I/34. Vedou jím také silnice II/128 a železniční trať Havlíčkův Brod – Veselí nad Lužnicí se stanicí Jindřichův Hradec, kde začíná dvojice úzkorozchodných tratí: Jindřichův Hradec – Obrataň a Jindřichův Hradec – Nová Bystřice, na kterých je zastaven provoz.
Jindřichohradecké místní dráhy, které provozovaly úzkokolejné tratě z Jindřichova Hradce do Nové Bystřice a Jindřichova Hradce do Obrataně dne 2. října 2022 zastavily drážní dopravu z důvodu problémů plynoucích z dlouhodobé insolvence; k tomuto datu vypršela platnost osvědčení o bezpečnosti provozovatele dráhy, o jehož obnovení společnost včas nepožádala.[zdroj?]
Městskou hromadnou dopravu, v podobě autobusové dopravy, ve městě zajišťuje ČSAD Jindřichův Hradec, člen koncernu ICOM transport. Do roku 2015 MHD obsahovala 5 linek (1–5), od začátku roku 2016 se počet linek rozšířil na 9 (11, 12, 13, 21, 22, 31, 32, 41, 51) a stávající dopravce ČSAD Jindřichův Hradec zároveň vyhrál výběrové řízení na provoz MHD na období 2016–2025. Kvůli ekonomické neudržitelnosti se však v roce 2020 dopravce s městem dohodl na předčasném ukončení smlouvy k 31.12.2022. Do vypsaného výběrového řízení se přihlásily 2 dopravci – Autobusy VKJ a ČSAD Autobusy České Budějovice. I přes to, že první jmenovaný vyhrál, Úřad pro ochranu hospodářské soutěže nakonec výsledky kvůli příliš přísným kritériím zrušil. Město se následně s dopravcem dohodlo na odkladu ukončení smlouvy.[zdroj?]
V 80. letech 20. století se přemýšlelo i nad zavedením trolejbusů, z plánů však sešlo.[zdroj?]
Linkovou regionální dopravu na Jindřichohradecku od června 2022 provozuje dopravce ČSAD Autobusy České Budějovice, který nahradil předchozího dopravce ČSAD Jindřichův Hradec.

## Sport

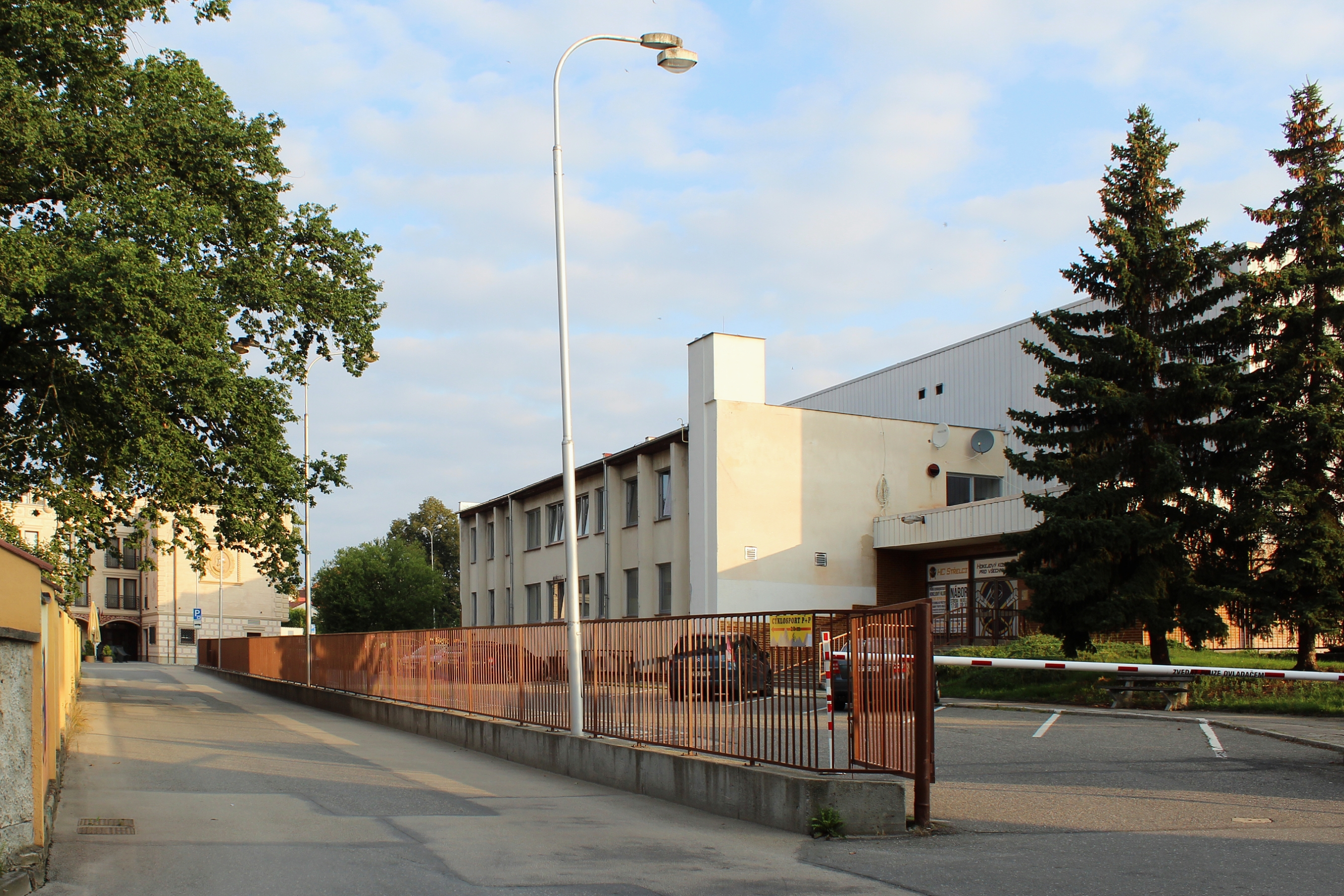
Zimní stadion Jana Marka

Nejznámějším sportovním klubem ve městě byl hokejový HC Vajgar Jindřichův Hradec. Mohl se pochlubit jednou sezónou v české nejvyšší soutěži, v ročníku 1993/94. K oporám týmu tehdy patřil reprezentant Rudolf Suchánek nebo Petr Sailer. Odchovancem klubu byl Jan Marek, mistr světa, který zahynul při letecké havárii u Jaroslavli, když letěl s týmem Lokomotiv Jaroslavl do Minsku na zápas KHL. V Jindřichově Hradci byl po něm pojmenován zimní stadion. Odchovanci jsou rovněž bratři Zbyněk a Milan Michálkovi, Jiří Novotný či Aleš Kotalík. Po sestupu z nejvyšší soutěže se klub ještě šest let držel v druhé nejvyšší soutěži. Fatální problémy Vajgaru začaly v roce 2014, kdy se po sporech odtrhl klub HC Střelci, avšak město dotace pro hokej nenavýšilo, jen rozdělilo pro oba kluby napůl. Vajgar pak odstoupil z třetí nejvyšší soutěže a de facto zanikl. Brzy ho nahradil nový klub podobného jména, který byl zařazen do Jihočeské krajské ligy (4. ligová úroveň). Z té však v roce 2021 odstoupil a ukončil činnost. Druholigový hokej se vrátil do města v roce 2022, kdy stadion Jana Marka poskytl azyl hokejistům Dukly Jihlava, kteří čekají na dobudování své nové arény.
Mužský basketbalový tým BK Lions Jindřichův Hradec (jež je součástí klubu Basket Jindřichův Hradec) strávil v nejvyšší soutěži ještě delší čas než hokejisté. Působil v Národní basketbalové lize v letech 2012–2018 a znovu v sezóně 2021/22, když odkoupil licenci od Svitav, ovšem ihned znovu sestoupil. Celkem v NBL odehrál sedm sezón. Nejlepšího výsledku v ní dosáhl v ročníku 2014/15, kdy se probojoval do čtvrtfinále. Nyní působí ve druhé nejvyšší soutěži. Své domácí zápasy hraje v Městské sportovní hale, která má kapacitu 1200 diváků.
Fotbalový klub FK Jindřichův Hradec 1910 hraje jihočeský krajský přebor. K dalším sportovním klubům ve městě patří hokejbalový Olymp Jindřichův Hradec (dvě sezóny v nejvyšší soutěži), atletický SKOK Jindřichův Hradec či veslařský VK Vajgar Jindřichův Hradec.

## Pamětihodnosti

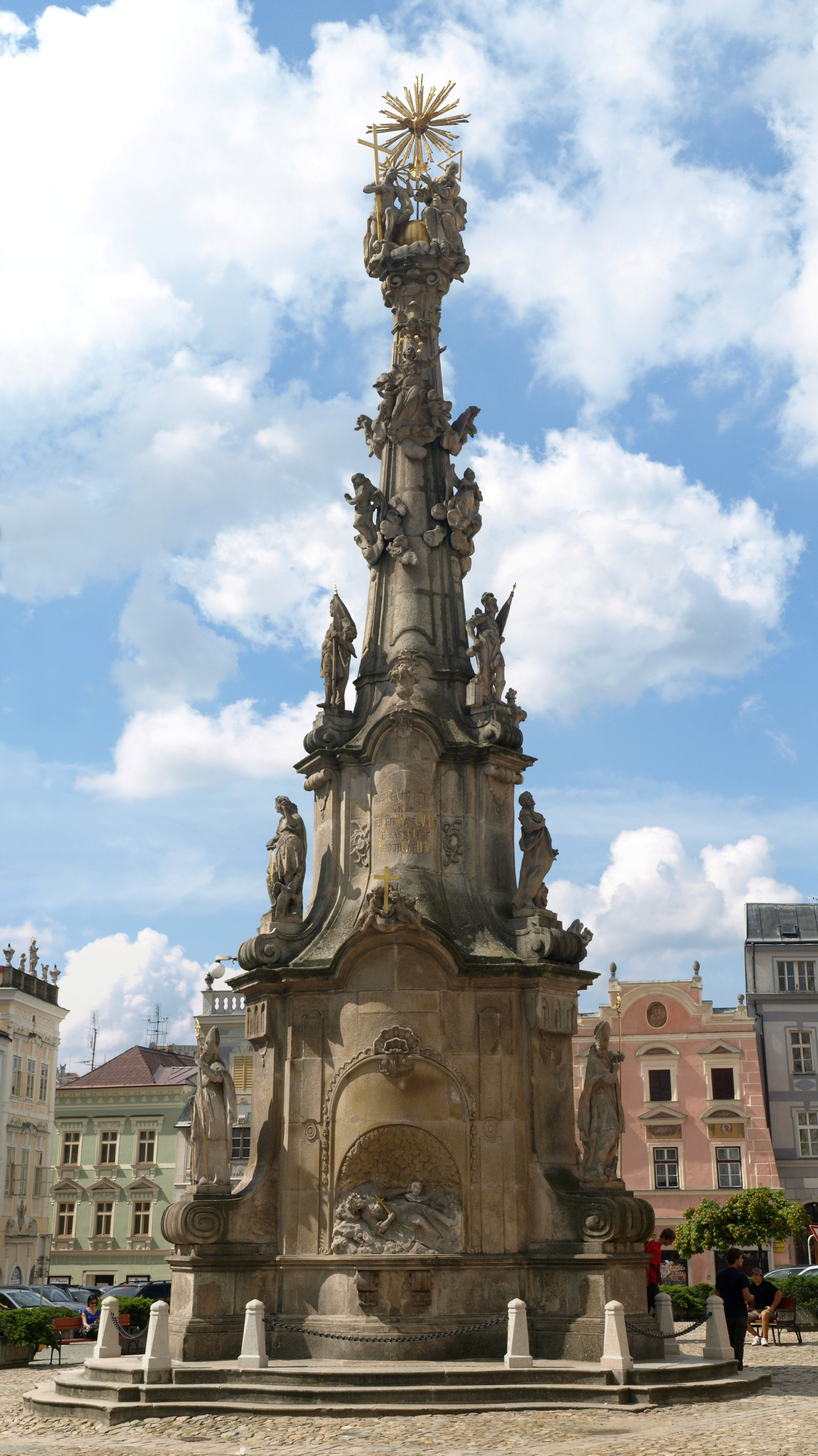
Sousoší Nejsvětější Trojice na náměstí Míru

### Zámecký areál
- Zámek Jindřichův Hradec
- Zámecký vodní mlýn U čtrnácti, v roce 1888 přestavěn Křižíkem na první elektrárnu v Předlitavsku
- Zámecký pivovar

### Kostely a kaple
- Proboštský kostel Nanebevzetí Panny Marie, Kostelní náměstí – gotická trojlodní stavba ze 14. století, dokončen začátkem 15. století. V letech 1489–1506 přistavěna Špulířská kaple, nověji upravován.
- Bývalý klášter minoritů s kostelem sv. Jana Křtitele – založen raně goticky, stavba pokračovala ve 14. století, dokončen v 15. století; později opravován. V kostele rozsáhlý cyklus nástěnných maleb ze 13. až 15. století.
- Františkánský klášter s kostelem sv. Kateřiny, kpt. Jaroše 98 (s ním přes ulici spojen mostem tzv. Klášteříček) – pozdně gotický kostel založený Jindřichem IV. z Hradce roku 1478 pro řád františkánů. Vysvěcen roku 1491. Ve druhé polovině 17. století raně barokní přestavba, doplněna rotundová kaple sv. Antonína.
- Hřbitovní kostel Nejsvětější Trojice – goticko-renesanční (1590–1594), v roce 1597 přistavěna Pirchanská kaple, loď zaklenuta roku 1759, věž přistavěna roku 1852
- Bývalý kostel svaté Maří Magdaleny s bývalou jezuitskou kolejí – původně asi nejstarší městský kostel (ze 13. století), upraven goticky a znovu zřízen raně barokně. Zrušen roku 1788.
- Hřbitovní kostel svatého Václava – původně gotický, přestavěn roku 1606, později upravován
- Bývalý jezuitský seminář u kostela Panny Marie – pozdně renesanční
- Bývalý špitál s kostelem svaté Alžběty – gotický, založen roku 1399, přestavěn
- Kostel sv. Jakuba – v dnešní podobě novogotický (1859–1860) s hrobkou rodu Černínů
- Evangelická modlitebna
- Synagoga

### Domy, paláce
- Masarykovo náměstí
- Radnice na náměstí Míru
- Proboštství
- Dům pánů z Hradce (čp. 138 a 139/I)
- Karlovský dům (čp. 119/I)
- Zájezdní hostinec U koníčka

### Další památky
- Městské opevnění

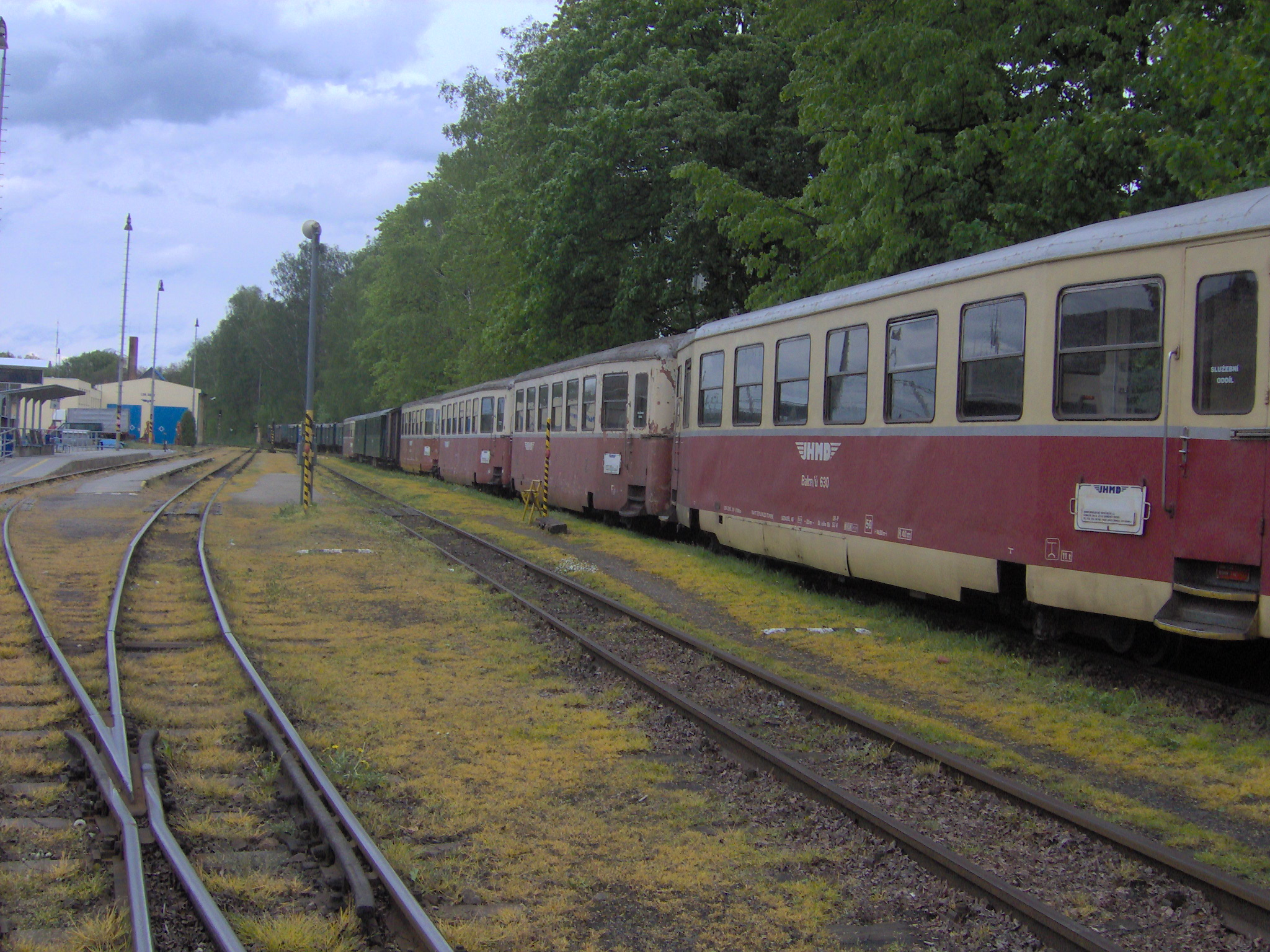
Nádraží úzkorozchodných železniční tratí provozovaných Jindřichohradeckými místními drahami

- Krýzovy jesličky – největší mechanický lidový betlém na světě, od roku 1998 zapsány v Guinnessově knize rekordů
- Nežárecká brána
- Židovský hřbitov, na hřbitově se pohřbívalo již v 15. stol.; nejstarší dochovaný náhrobek je z roku 1598[19]
- Křížová cesta v Jakubských sadech u kostela Svatého Jakuba
- Sloup se sousoším Nejsvětější Trojice na náměstí Míru

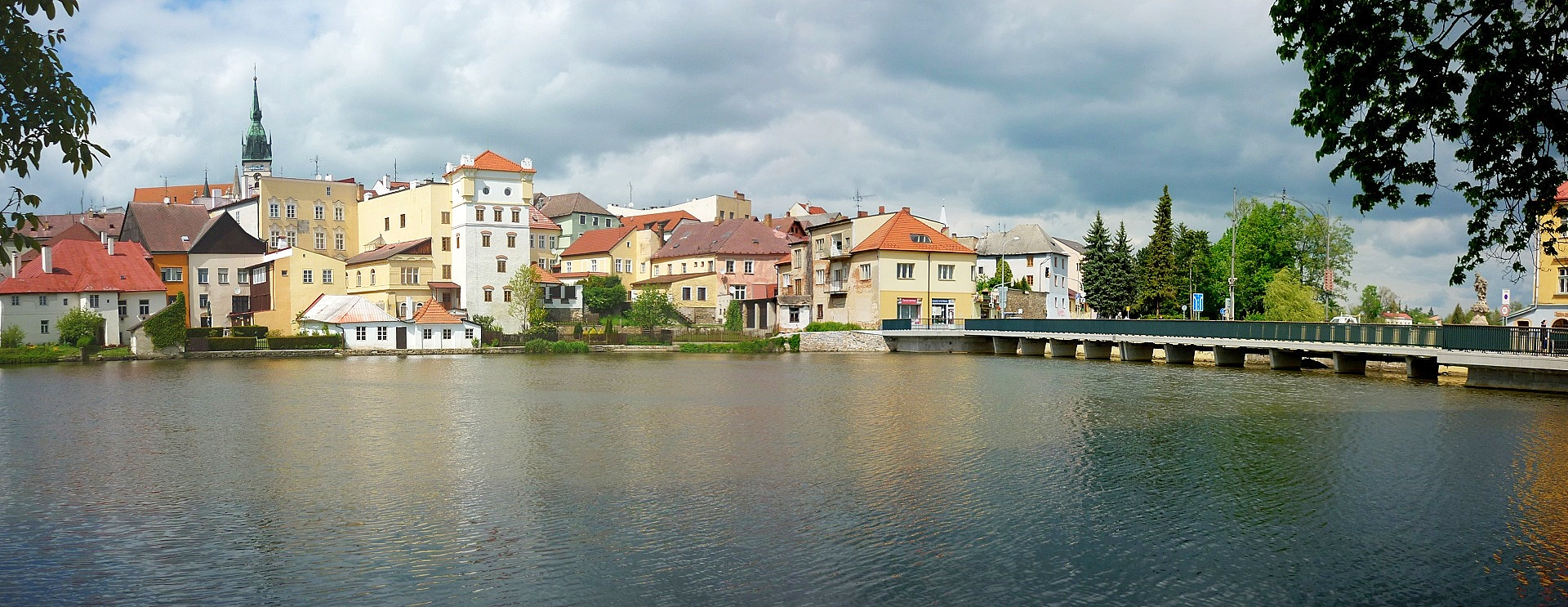
Rybník Malý Vajgar

- Kamenný Vajgarský most, mezi Velkým a Malým Vajgarem
- Vajgarský jez
- Dobrovského palírna
- Landfrasova tiskárna
- Koželužna
- Jindřichohradecké místní dráhy

### Pamětní desky
- Pamětní deska na rodném domě Rudolfa Zímy[20]

## Muzea
- Muzeum Jindřichohradecka, Balbínovo náměstí 19, založeno v roce 1882 jako městské, o dva roky později zpřístupněno. Muzeum také spravuje:
  - Kostel svatého Jana Křtitele s klášterem minoritů, Štítného 124.
  - Městská vyhlídková věž, Kostelní ulice. Věž je vysoká 68,3 metrů, vyhlídkový ochoz se nachází ve výšce 35,3 metrů nad zemí. Nahoru vede 153 schodů.
- Národní muzeum fotografie, Kostelní 20
- Muzeum čs. armády 1938, Státní hrad a zámek Jindřichův Hradec – vchod v bráně při vstupu na 1. nádvoří.

## Osobnosti
- Tomáš Rešl (1520–1562), katolický kněz, náboženský spisovatel, editor česko-latinských slovníků, překladatel z latiny a němčiny
- Adam Václav Michna z Otradovic (1600–1676), raně barokní básník, hudební skladatel a varhaník
- Bohuslav Balbín (1621–1688), jezuitský barokní historik a vzdělanec
- František II. Rákóczi (1676–1735), vůdce uherského povstání v letech 1703–1711; v letech 1688–1690 zde studoval
- Antonín Reichenauer (c. 1694–1730), barokní hudební skladatel a varhaník
- Josef Novák (1767–1844), rektor semináře v Českých Budějovicích, arcibiskup v Zadaru
- Vojtěch Benedikt Juhn (1779–1843), rektor semináře v Českých Budějovicích, malíř
- Josef Kořínek (1829–1892), klasický filolog, dlouholetý profesor gymnázia
- Tomáš Krýza (1838–1918), punčochářský mistr, tvůrce největšího mechanického betlému – zapsáno roku 1998 do Guinnessovy knihy rekordů
- Ferdinand Tadra (1844–1910), historik, archivář, kustod
- Emanuel Miřiovský (1846–1914), spisovatel, literární kritik a překladatel
- Václav Vratislav z Mitrovic 1576– 1635) český šlechtic autor cestopisu, v němž popisuje své zážitky z výpravy do Osmanské říše.
- Jan Slavík (1846–1910), politik, poslanec Českého zemského sněmu a Říšské rady
- Hanuš Schwaiger (1852–1912), malíř
- Antonín Rezek (1853–1909), historik, ministr rakouské vlády pro české záležitosti
- Karel Mert (1858–1936), právník, politik, starosta města, poslanec zemského sněmu
- Eduard Lederer (1859–1944), spisovatel, právník, publicista
- Tomáš Vladimír Sládek (1862–1926), národní pracovník, učitel, Sokol, předseda Národní rady v Jindřichově Hradci
- Ottilie Bibusová (1863–1941), spisovatelka německé lidové literatury – románů, povídek, lidových vyprávění
- Rudolf Worzfeld (1864–?), rodák z Radouňky. Správce velkostatku ve Švihově, švagr dramatika Jaroslava Kvapila.
- Jaroslav Václav Vacek (1865–1935), kněz, hudební skladatel a spisovatel
- Jan Vacek (1866–1929), katolický kněz, probošt, politik, poslanec zemského sněmu a Říšské rady
- František Teplý (1867–1945), městský archivář, sepsal Dějiny města Jindřichova Hradce
- František Nušl (1867–1951), astronom
- František Schöbl (1868–1937), plukovník rakousko-uherské armády, generál Československé armády
- Stanislaus von Prowazek (1875–1915), zoolog a parazitolog
- Marie Hoppe-Teinitzerová (1879–1960), textilní výtvarnice, zakladatelka uměleckých textilních dílen v Jindřichově Hradci
- Jiří Kaucký (1880–1935), malíř
- Josef B. Nežárecký (1883–1949), spisovatel
- Vladimír Slavík (1884–1952), diplomat
- František Roubík (1890–1974), historik, archivář, pedagog
- Václav Vojtěch Novák (1901–1969), akademický malíř
- Miroslav Jiroušek (1903–1983), matematik a hudební skladatel
- František Blabolil (1904–1942), voják, účastník protinacistického odboje
- Rudolf Zima (1904–1972), letec, příslušník zahraničního odboje
- Josef Vosolsobě (1905–1986), atlet, krasobruslař a sportovní zpravodaj ČTK
- Kurt Adler (1907–1977), pianista, dirigent, sbormistr a hudební pedagog
- František Peltán (1913–1942), československý voják a účastník československého protinacistického odboje
- František Daniel Merth (1915–1995), katolický kněz, básník a prozaik
- Karel Filsak (1917–2000), architekt
- Jiří Albrecht (1919–1974), architekt
- Karel Berman (1919–1995), operní pěvec – basbarytonista, hudební skladatel, operní režisér, libretista a překladatel
- Zdeněk Kryzánek (1920–1975), herec
- Zdeněk Fencl (1922–1981), mikrobiolog
- Viktor Kalabis (1923–2006), hudební skladatel
- Jan Fidler (1927–2018), diplomat
- Zuzana Růžičková (1927–2017), cembalistka, klavíristka, hudební pedagožka
- Josef Brchaň (* 1931), knihař
- Josef Müller (1931–1994) textilní výtvarník, akademický malíř, výtvarný vedoucí Gobelínových a restaurátorských dílen
- Jan Muk (1938–1990), stavební inženýr, památkář
- Bedřich Budil (* 1943), malíř
- Petr Přibyl (* 1954), hudební skladatel a violista
- Renáta Tomanová (* 1954), tenistka
- Karel Kolář (1955–2017), atlet, sprinter
- Lubor Kasal (* 1958), básník
- Stanislav Komárek (* 1958), biolog, filozof, spisovatel
- Vítězslav Štefl (*1960), kytarista, muzikolog, autor učebnic a encyklopedií, skladatel, spisovatel, středoškolský a vysokoškolský pedagog
- Václav Chalupa (* 1967), veslař
- Karel Poborský (* 1972), fotbalista
- Michal Koblížek (* 1972), mikrobiolog a oceánograf
- Stanislav Beran (* 1977), básník a prozaik
- Aleš Kotalík (* 1978), hokejista
- Jan Marek (1979–2011), hokejista
- Zbyněk Michálek (* 1982), hokejista
- Iveta Vítová (* 1983), modelka, Česká Miss 2009 a moderátorka
- Milan Michálek (* 1984), hokejista
- Stanislav Tecl  (* 1990), fotbalista
- Pavel Protiva (1997–2024), rapper

## Pověsti
Veliký zvon z kostela Nanebevzetí Panny Marie nechal odlít měšťan Hanuš Knauer za peníze, které jeho kůň vyhrabal ve stáji. Zvon měl prý tak mohutný hlas, že jej bylo slyšet na dvě hodiny cesty.
K městu se též vztahuje pověst o Bílé paní (spojována s postavou Perchty z Rožmberka nebo Markéty z Hardeggu).
K Černé kuchyni a postavě Markéty z Hardeggu (manželka Jindřicha II. z Hradce) se váže tradice rozdávání sladké kaše chudým na Zelený čtvrtek.

## Partnerská města
- Dunajská Streda, Slovensko
- Neckargemünd, Německo
- Sárospatak, Maďarsko
- Zwettl, Rakousko

## Galerie

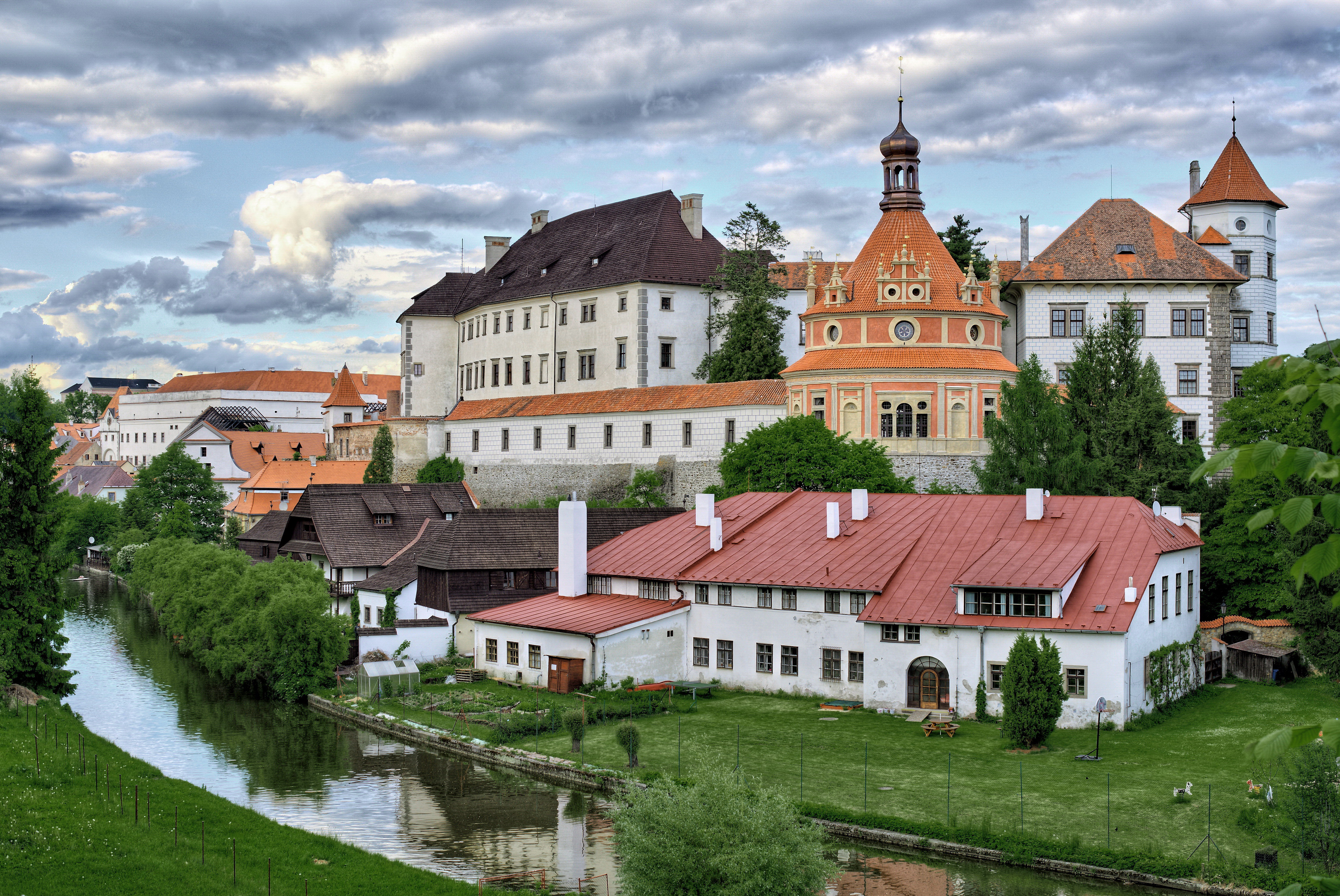
Zámek
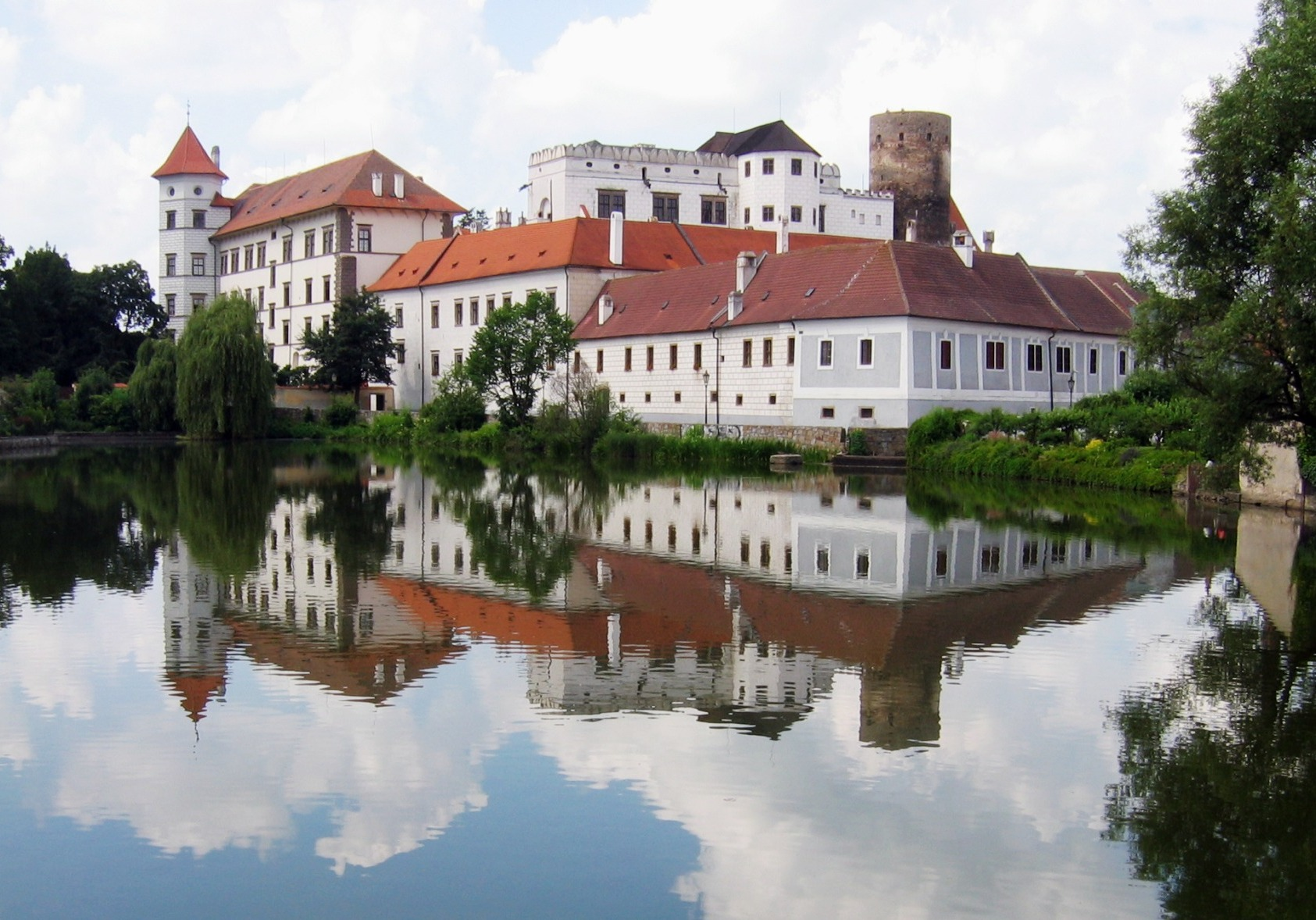
Zámek jinak
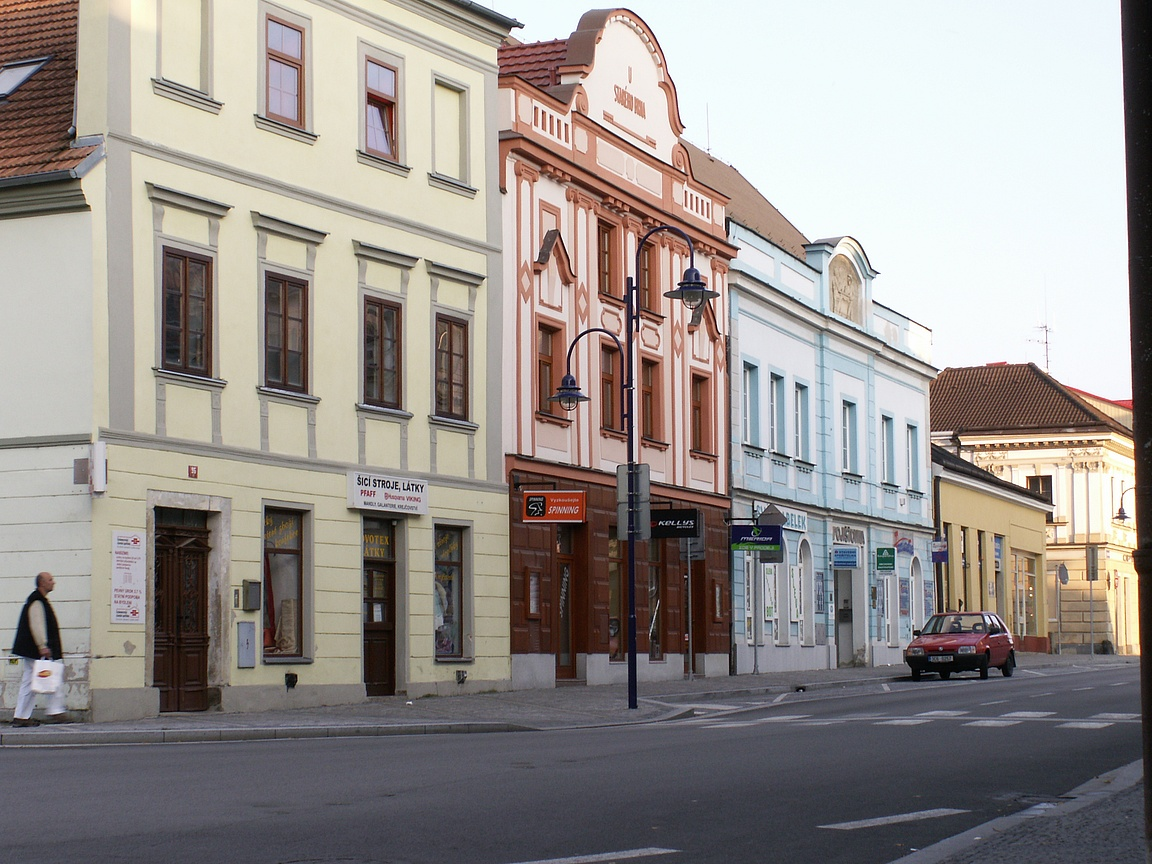
Ve městě
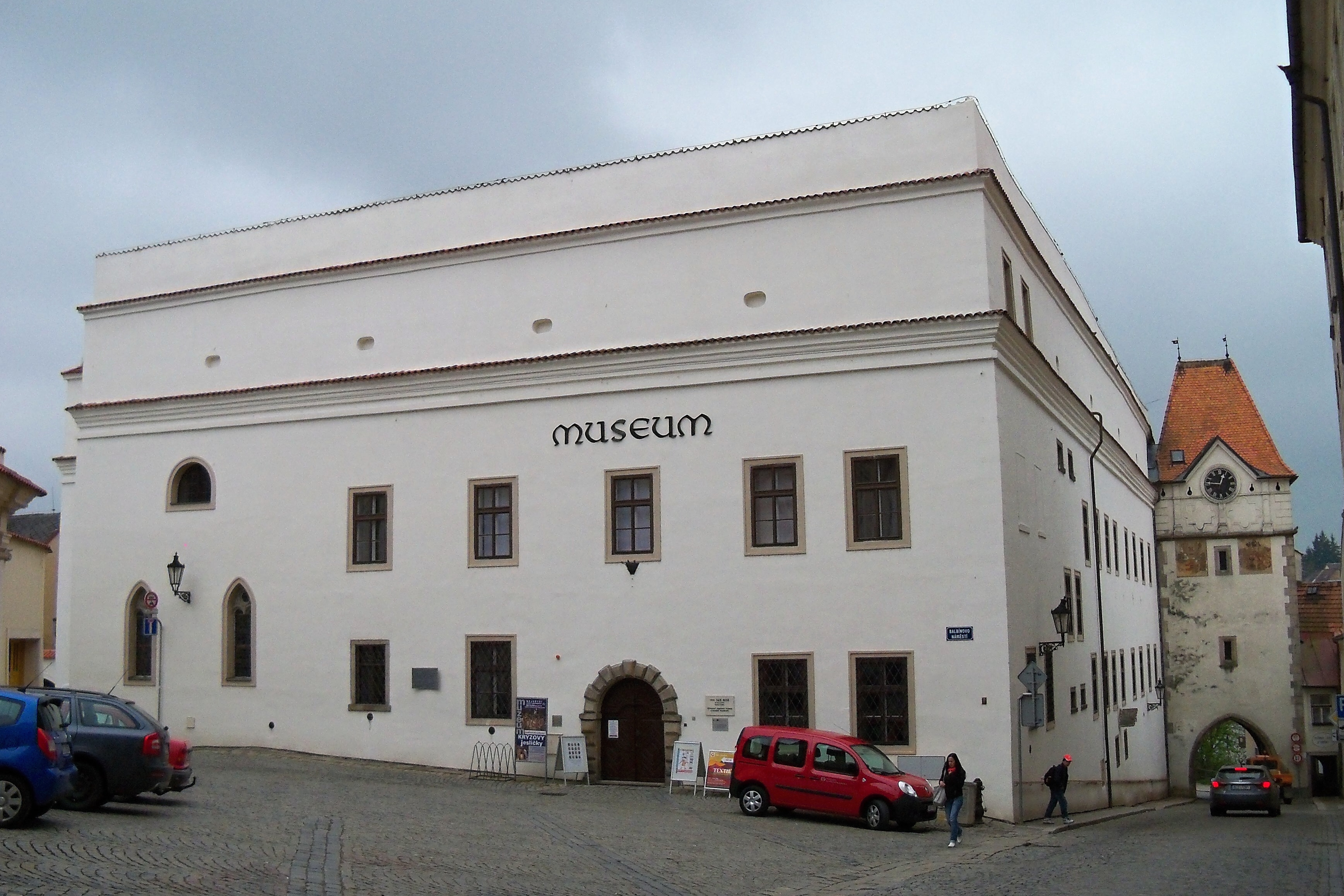
Muzeum
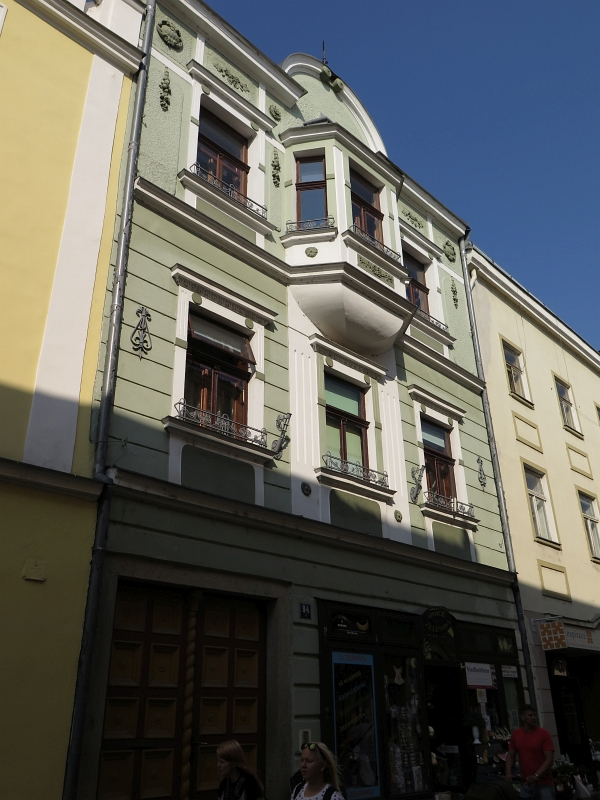
Panská ulice čp. 94
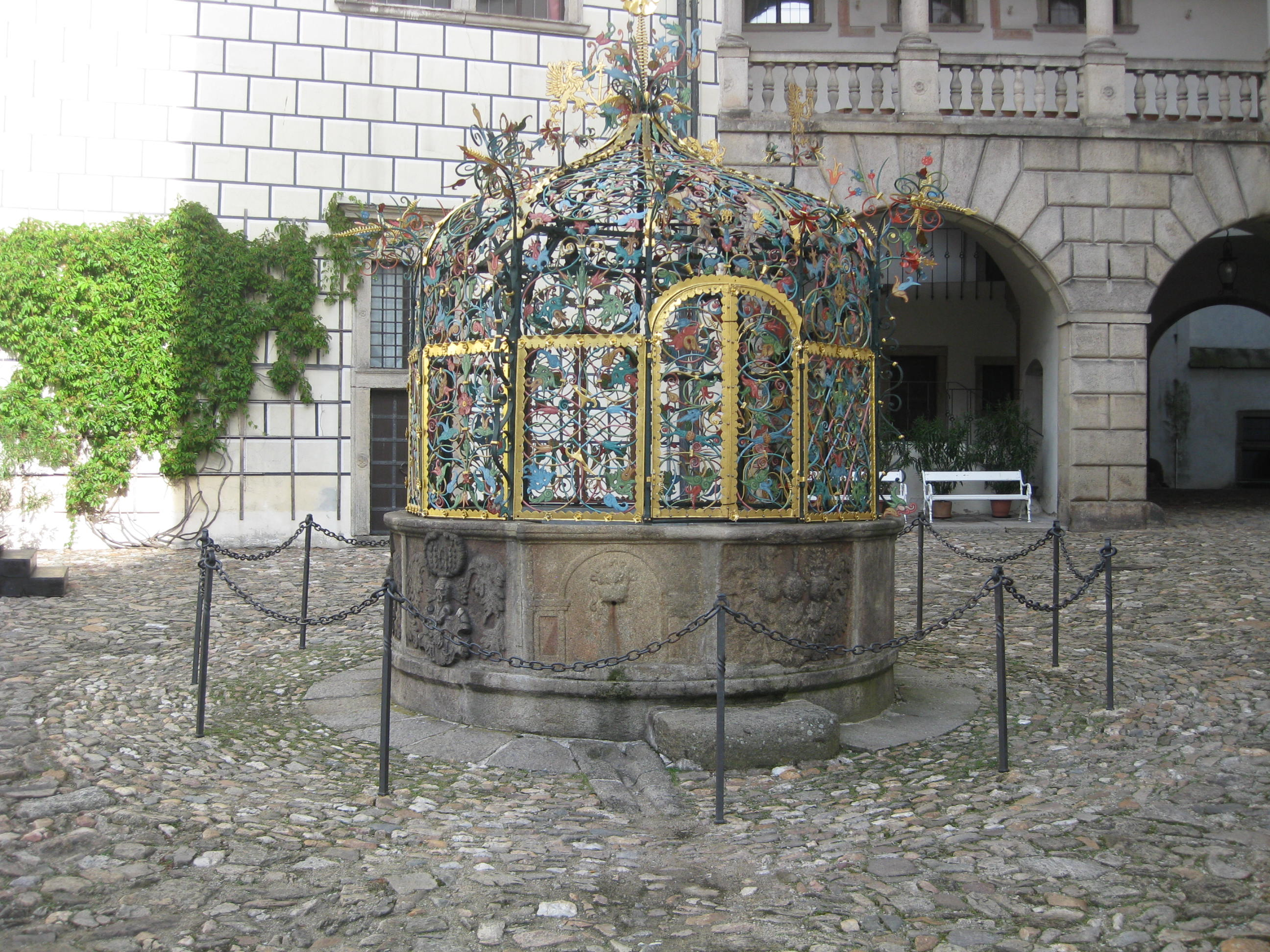
Zámecká kašna
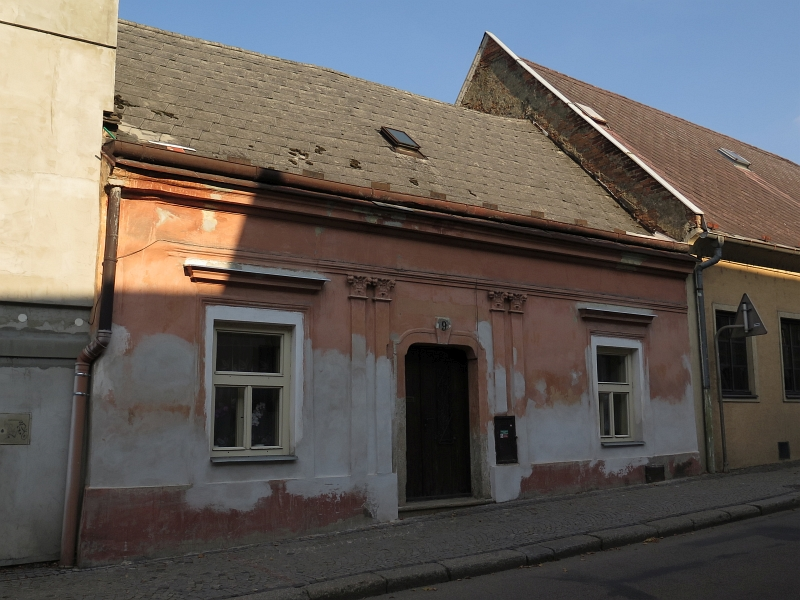
Vídeňská ulice
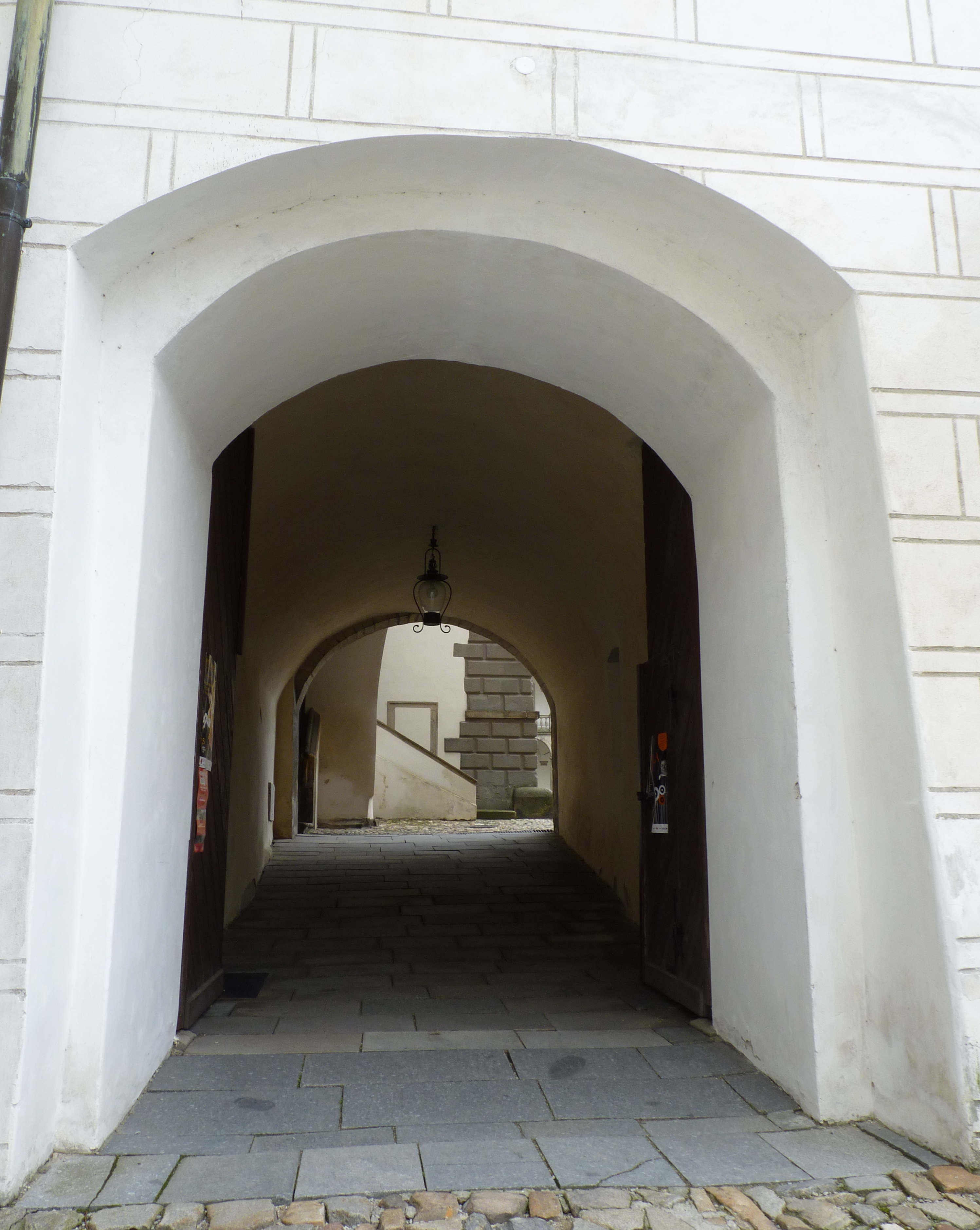
Podloubí